# Katharinenkirche (Toszek)

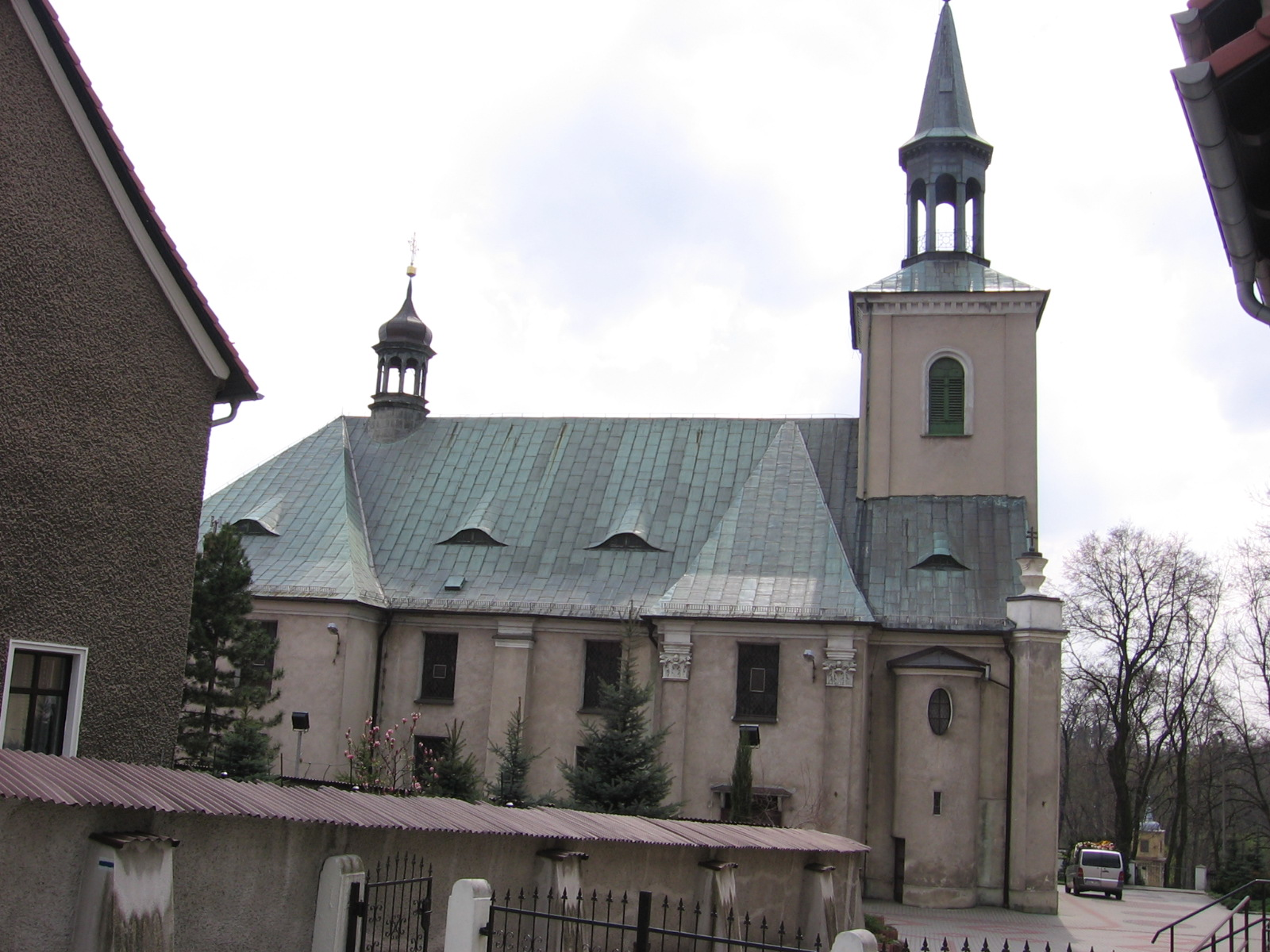
Die Katharinenkirche

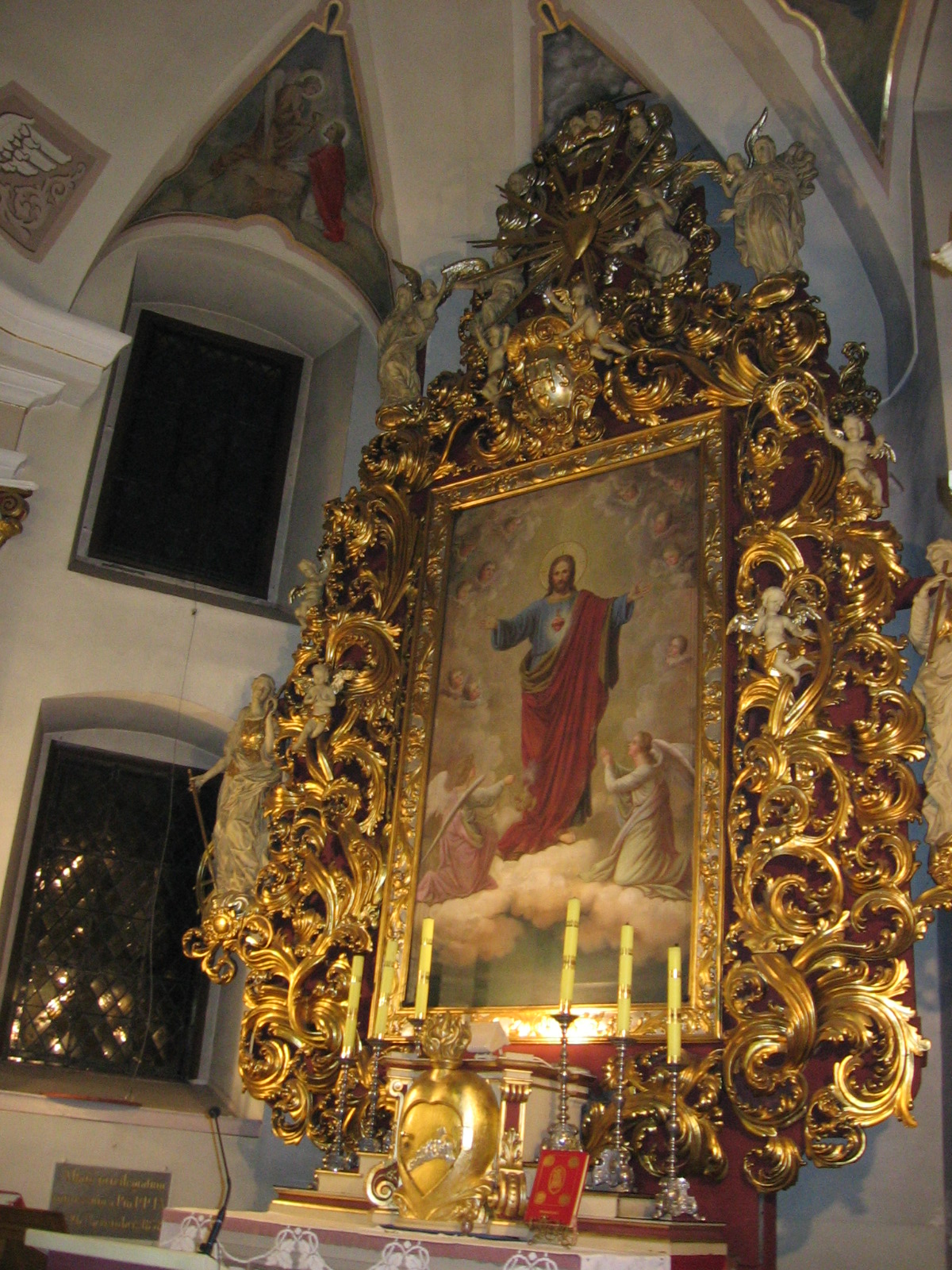
Hauptaltar

Die Katharinenkirche in Toszek (Tost), Polen ist eine barocke römisch-katholische Pfarrkirche. Sie befindet sich in der Altstadt, westlich des Rings. Sie stammt in ihrem heutigen Erscheinungsbild aus dem frühen 18. Jahrhundert, im Kern aus dem 15. Jahrhundert.

## Geschichte
Die heutige Kirche wurde 1456 nach den Hussitenkriegen im spätgotischen Stil erbaut. Sie entstand auf dem Gelände des Vorgängerbaus aus dem Jahr 1165, die das Patrozinium des heiligen Petrus trug. Papst Innozenz III. bestätigte 1201 dem Vinzenzkloster in Breslau seine Besitzungen, darunter die Peterskirche in Tossecz. 1264 ging das Patronat der Kirche in Thosei vom Vincenzkloster an Bischof Thomas über.
Im 17. Jahrhundert erhielt die Kirche sechs Seitenaltäre. Von 1713 bis 1715 wurde die Kirche als Stiftung des Johann Dittrich von Peterswald im Stil des Barock umgebaut. Während des großen Stadtbrands von 1833 konnte die Kirche vor der Zerstörung bewahrt werden. Nach dem Ersten Weltkrieg erhielt die Kirche fünf neue Glocken.
Das Gebäude steht unter Denkmalschutz.

## Architektur und Ausstattung
Die Katharinenkirche ist ein schlichter Barockbau aus Bruchstein mit Putzbewurf. Die verputzte Fassade wurde mit Fresken bemalt, die heute verblichen sind. An der Westseite finden sich vasenähnliche Skulpturen als Fassadenschmuck sowie Pilaster mit Kapitellen an den anderen Fassadenseiten. Das Gotteshaus ist ein dreischiffiges Langhaus mit schmalen Seitenschiffen, die durch Pfeiler gebildet werden. Auf dem Dach befindet sich ein kleines Türmchen als Dachreiter.
Zur Ausstattung der Kirche gehören eine Monstranz aus dem Jahr 1503, der Fuß eines Kelches aus dem 16. Jahrhundert und zwei Paar Standleuchter aus Messingguss aus dem 17. Jahrhundert. Die Monstranz ist weiß-silbern und teilweise vergoldet, 99,5 cm hoch und spätgotisch gestaltet. An ihr befinden sich Heiligenfiguren der Hl. Katharina, Petrus, Paulus und Barbara. Der Fuß des Kelches hat Halbfiguren von Christus, der sich aus dem Grabe erhebt, der Heiligen Paulus und Bartholomäus und Maria mit dem Kinde.

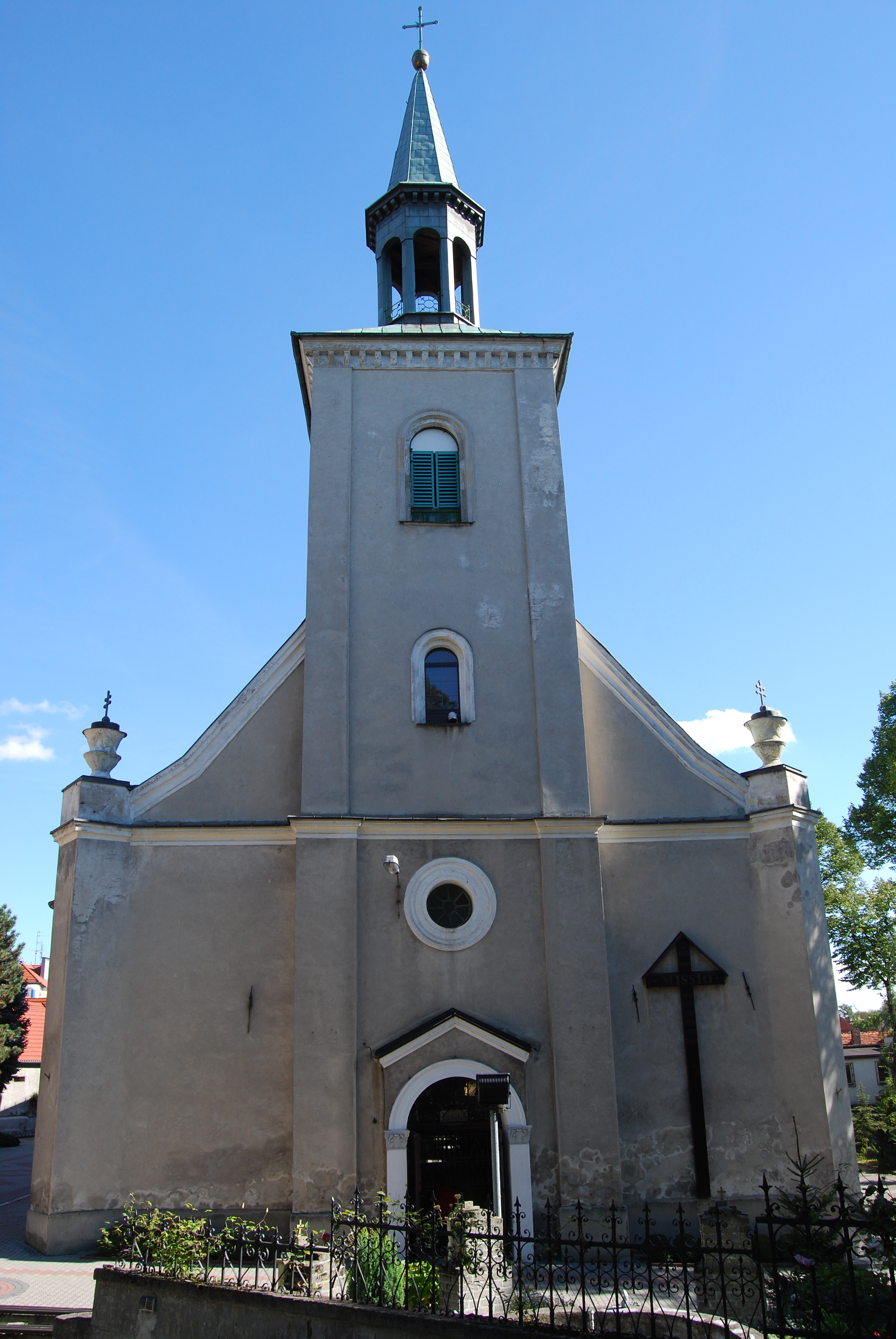
Ansicht auf den Turm von Westen
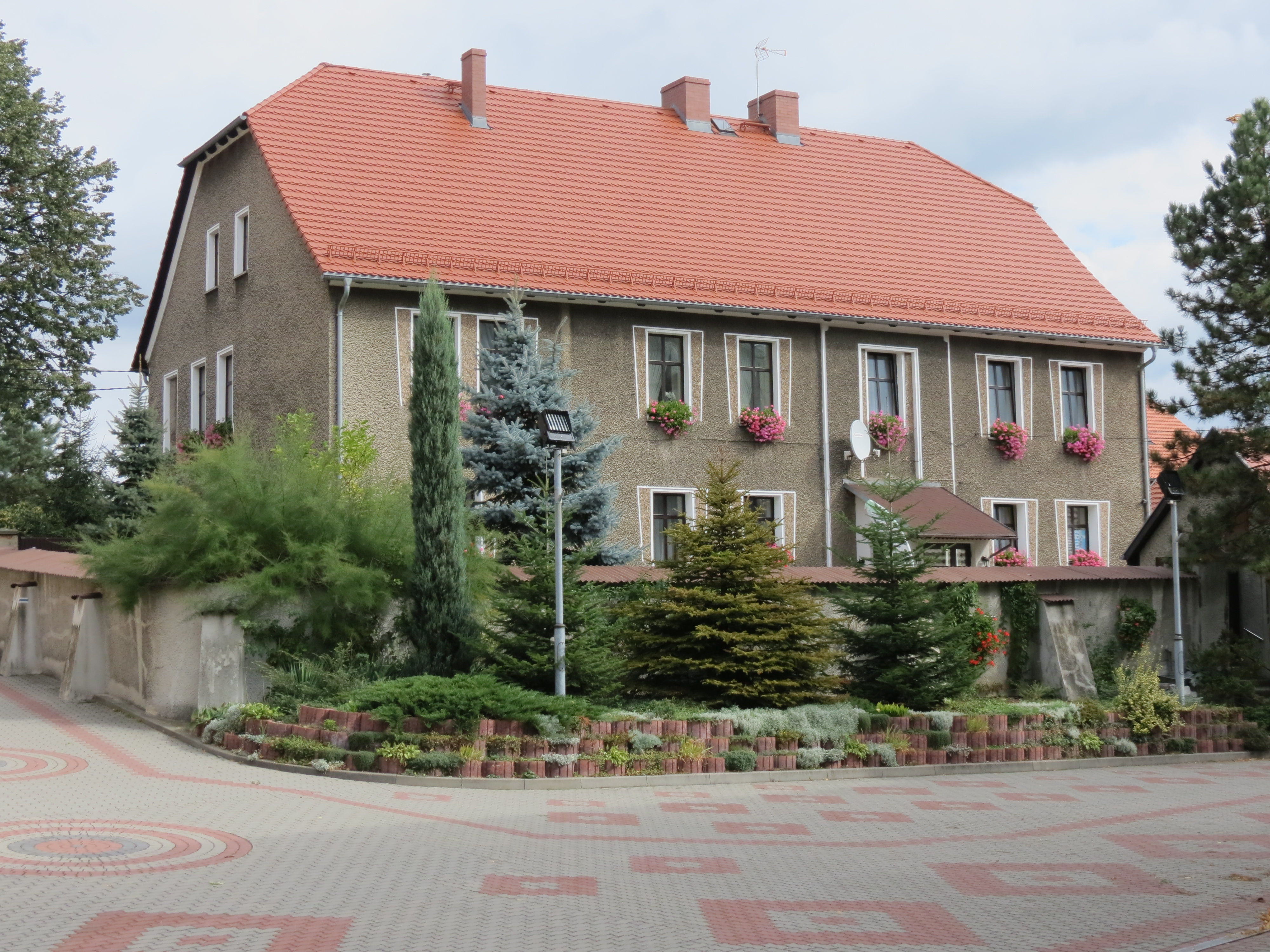
Das Pfarrhaus